# Domicjana
Domicjana — imię żeńskie pochodzenia łacińskiego, oznaczające "należąca do Domicjusza, adoptowana przez Domicjusza". Podstawę zaś nazwy rodowej Domicjusz stanowi wyraz pospolity, który oznacza "oswojenie, poskromienie"). Istnieje około dziesięciu świętych katolickich — patronów tego imienia, m.in. św. Domicjan, biskup Tongeren-Maastricht (VI wiek). 
Domicjana imieniny obchodzi 7 maja, 12 maja, 1 lipca i 9 sierpnia.
Męski odpowiednik: Domicjan